# Flow (Argentina)
Flow (anteriormente Cablevisión) es una prestadora de televisión por cable, IPTV y televisión por suscripción, a partir de 2018 integrada en Telecom Argentina S.A..

## Historia

### Comienzos
Fue fundada en 1981, ofreciendo inicialmente servicio en La Lucila, provincia de Buenos Aires. En 1983 se expande a los partidos de Vicente López y San Isidro, y a los barrios porteños de Belgrano, Palermo y Recoleta. En el mismo año se desarrollan tres canales de televisión propios: CV3 (Guía de Programación), CV5 (Información y Noticias) y CV6 (Avisos Clasificados), sumando 6000 clientes.

### Eurnekián y TCI
En 1982 es comprada por el empresario Eduardo Eurnekián, que la convierte en una de las primeras piezas de lo que eventualmente sería el Grupo de medios América. Para 1991 cuenta con 70 mil clientes y expande su servicio dentro de Capital Federal y a algunos distritos del sur del conurbano.
En 1995, la empresa estadounidense Tele-Communications Inc. (TCI) adquiere el 51% de las acciones de la empresa, como también la productora Pramer. Entre 1996 y 1997 la empresa expande su negocio mediante la compra de empresas de cablevideo de menor tamaño en diversas zonas del país, incluyendo el cornubano, Santa Fe, Córdoba, La Plata y el norte.
En 1997 se incorporan como accionistas Citicorp Equity Investment (CEI) y Telefónica Internacional, con el 33% cada uno.«TCI, Liberman, CEI y Eurnekian, todo en familia».</ref> TCI pasa de ser el socio mayoritario a tener el 26% de las acciones y Eurnekian se queda con solo el 7.5%.
Entre 1997 y 1998 se convierte en uno de los operadores de cable más importantes de la Ciudad de Buenos Aires y Gran Buenos Aires. En 1998 ofrece sus servicios en 7 provincias.

### Grupo Clarín

#### Fusión con Multicanal
En el mes de septiembre de 2006, la empresa Cablevisión fue adquirida en su totalidad por el Grupo Clarín, quien obtuvo el 60 %, y se anunció ante la Bolsa de Comercio de Buenos Aires,[cita requerida] la fusión con la empresa competidora Multicanal. Esta compra influyó e incluyó a otras empresas dependientes de la compañía, como las proveedores de internet, Fibertel, Flash, Ciudad Internet y Fullzero, y los operadores de cable Teledigital, y Primera Red Interactiva de Medios Argentina SA (PRIMA SA). Además, la fusión significó la absorción de las empresas de cable y operadores de cable, Delta Cable S.A., Holding Teledigital Cable S.A.,  Teledigital Cable SA, Pampa TV S.A., Construred S.A., Cablepost S.A. y Televisora La Plata S.A.
Cablevisión adquirió el 98,54 % de Multicanal, 99,98 % de Teledigital Cable S.A., y el 100 % de Prima S.A.
La operación fue notificada ante la Comisión Nacional de Defensa de la Competencia, dependiente de la Secretaría de Comercio Interior, el 4 de octubre de 2006. La notificación iba acompañada de un compromiso de parte del Grupo Clarín y Fintech de desinventir en el plazo de dos años en parte de sus empresas para evitar que la compraventa «afectara a la libre competencia». El 7 de diciembre de 2007, la Secretaría de Comercio Interior aceptó el compromiso ofrecido y autorizó la operación. El 3 de abril de 2008, la Comisión Nacional de Defensa de la Competencia dictó la Resolución n.º 36 donde se especifica la metodología del cumplimiento del compromiso.

#### Litigio por incumplimiento de ley de defensa de la competencia
Ante la falta de cumplimiento del compromiso de la empresa, el 4 de septiembre de 2009, la Comisión Nacional de Defensa de la Competencia dictó la Resolución n.º 106 donde estableció que se lleven a cabo auditorías sobre las empresas firmantes del convenio. Multicanal pidió ante el Juzgado Nacional en los Contencioso Administrativo una medida cautelar de no innovar, la cual fue concedida, y el juez decretó la suspensión de la Resolución n.º 106 y sus consecuencias. Sin embargo, esta medida fue revertida por la Cámara de lo Contencioso Administrativo en septiembre de 2009.
Tras la sanción de la Ley 26522 de Servicios de Comunicación Audiovisual en 2009, Cablevisión se enfrentó a problemas legales debido al incumplimiento de la resolución 296/10 de la Autoridad Federal de Servicios de Comunicación Audiovisual. Fue el único operador de cable que incumplió con esta resolución, que establecía un nuevo orden en la grilla de canales de la televisión paga y la incorporación del canal CN23 en su servicio básico (los canales mencionados sí están disponibles en el sistema digital).
El 9 de marzo de 2011 fue anulada la fusión con Multicanal, y fue condenada a devolver una suma superior a los 240 millones de pesos (60 millones de dólares) a 3 millones de clientes, por incrementar las tarifas de su abono mensual de manera inconsulta, en violación de la Ley de Lealtad Comercial. La empresa desconoció la normativa y continuó cobrando su abono con la suba gracias al aval de una acción cautelar firmada por el juez Ricardo Bustos Fierro, lo que representa una ganancia adicional de 1500 millones de pesos para la compañía (375 millones de dólares).

#### Intervención judicial y controversia
El 18 de junio del 2011 fue creado un canal llamado Colonia Televisión. El 20 de diciembre de 2011 un grupo de 20 efectivos de Gendarmería se hizo presente en la sede central de la empresa en Buenos Aires, de acuerdo por lo ordenado por el juez federal de Mendoza Walter Bento, acompañando al interventor designado por el juez, el que recabó distinta documentación. El interventor tiene la función de hacer cumplir la orden judicial de separar las empresas Multicanal y Cablevisión, tanto en su parte fiscal, como administrativa y operativa.
La intervención tuvo como origen una denuncia por parte del multimedio mendocino UNO Medios. El juez ratificó los términos de la denuncia donde se expresa que la empresa Cablevisión tiene posición dominante en el mercado y que hace abuso de ella mediante diferentes maniobras. En contraposición el Grupo Clarín, propietario de la empresa, adjudica el episodio al conflicto que tiene con el gobierno argentino y acusa al grupo mendocino de beneficiarse de este. Sin embargo, el mismo juez en la sentencia explicitaba que este dictamen no guardaba relación con los «incumplimiento de ciertos compromisos asumidos por Cablevisión S. A. bajo análisis en la resolución M.E.y.F.P. 113/10».
Las prácticas anticompetitivas denunciadas incluyen «la cotización» en localidades en las que Cablevisión tiene competencia de otra empresa, con «precios de señales más de 1500 % superiores» a los aplicados para otras localidades; "el otorgamiento a Cablevisión del poder de aumentar unilateralmente los costos de sus competidores cada vez que aumenta sus propios ingresos»; «la manipulación de los ajustes de precios de señales mediante variables bajo el control exclusivo de cablevisión y el grupo del vendedor"; "ofertas con precios predatorios en las plazas en las que compite, esto es más de 700 % inferiores a los que del abono estándar de 147 por mes pretende la misma Cablevisión en otras plazas, con la única finalidad excluir a sus competidores»; «la abierta manipulación de la grilla de canales a favor de las señales propias del grupo Clarín»; «la exclusión de señales de noticias de incorporación obligatoria en la grilla"; "la exclusión de otras señales de la grilla de Cablevisión"; "la manipulación del ingreso de nuevas señales al mercado que no sean del Grupo Clarín".
En 2015, Cablevisión anunció la compra del 49% de las acciones de Nextel Argentina a NII Holdings, Inc. por 178 millones de dólares. El 28 de enero de 2016 hizo uso de la opción para quedarse con el 51% restante por u$s 85 millones.
VLG Argentina, dueña de Cablevisión comparten domicilio legal con empresas vinculadas a Paul E. Singer y su fondo buitre Elliott Management, es poseedora del 51,24% de Cablevisión (y, en rigor, sólo tiene acciones allí, según puede deducirse de su balance).[cita requerida] Grupo Clarín Services VLG no es la única empresa del holding con domicilio en el polémico Corporation Trust Company de Orange Stree 1209. También está radicada allí la empresa Grupo Clarín Services. El fiscal Diego Iglesias, de la Fiscalía Nacional Criminal y Correccional Federal N.º 10 pidió al juez Luis Rodríguez que envíe un nuevo exhorto a Estados Unidos y Reino Unido para que informen sobre la creación de Grupo Clarín Services por parte de los accionistas del holding.

#### Fusión con Telecom
En julio del 2017 Cablevisión S.A. y Telecom Argentina anunciaron la fusión sus estructuras societarias y operacionales con el objetivo de constituir una nueva empresa, que brindará el servicio conocido como cuádruple play, es decir una combinación de telecomunicaciones fijas y móviles, distribución de video e internet.
A partir del 4 de octubre de 2021 Cablevisión presta sus servicios bajo la marca Flow.

#### Desinversión y pérdida de clientes por obsolescencia
Debido a la baja calidad de imagen en su servicio analógico, durante 2022 la empresa comenzó a brindar el servicio "Flow Clásico HD".
El mismo aprovecha el sintonizador de TDA norma ISDB-T, incorporado en todos los televisores nacionales fabricados a partir de 2010; lo que posibilita la recepción de canales "HD" sin necesidad de anexar un decodificador externo.
Con tan solo diez moduladores ISDB-T, la empresa brinda 80 canales, de los cuales 55 son en definición realzada (720p) y el resto en definición estándar (480i y 576i). 
Sin embargo, esta adecuación tecnológica no benefició a todos los clientes, ya que la compañía relegó a muchas ciudades, especialmente del interior bonaerense; como Ayacucho, General Belgrano, Dolores, Rauch, etc.; donde la señal aún es analógica, con tecnología de hace 30 años.
Paralelamente, discontinuaron los canales locales "Somos".
Esta movida evidencia la intención de Flow de abandonar dichas ciudades, ya que la gente está migrando por su cuenta a servicios digitales; como DirecTV o cooperativas locales que ofrecen TV digital en HD mediante fibra óptica.

## Empresas
Flow ha adquirido varias empresas de telecomunicaciones, entre 1996, 1997 y 2007 adquiere las siguientes empresas de cable:
- Oeste Cable Color, operador de los partidos de Morón, Moreno, San Martín, Tres de Febrero, Almirante Brown y La Matanza (Gran Buenos Aires).
- Televisora Belgrano, operador de los partidos de Berazategui, Avellaneda y Quilmes.
- Cable Río de los Deltas, operador de la zona de Tigre y San Fernando (Gran Buenos Aires).
- Teledelta, operador de los partidos de Zárate y Campana.
- Mandeville Argentina S.A., operador en la provincia de Buenos Aires y el norte argentino.
- El 50 % de UIH Bahía Blanca y UIH Santa Fe.
- El 70 % de Televisora La Plata.
- TV Interactiva, operador de la ciudad santafesina de Venado Tuerto y la zona sur de la provincia.
- Video Cable San Fernando, uno de los dos operadores de cable que proveían servicios de TV en la Ciudad de Resistencia, Provincia del Chaco.
- En 1998, junto a Multicanal adquieren la totalidad de VCC S.A., incorporando nuevas zonas de Capital Federal, Gran Buenos Aires, La Plata, Berisso, Ensenada y las provincias de Córdoba y Santa Fe.[6]
- En 2007, adquiere TeleRed Argentina
- En 2015, adquiere Nextel Argentina.

## Logotipos

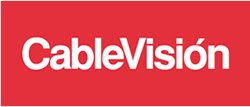
1998-2010
2010-2021
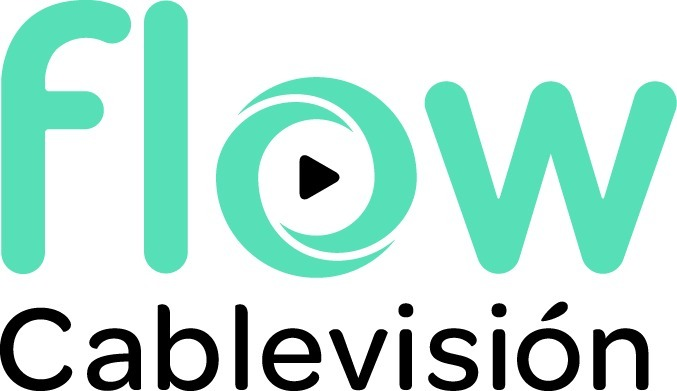
2016-2021 (Servicio Flow)
Desde 2021